# 野戦貨物廠
野戦貨物廠（やせんかもつしょう）は、大日本帝国陸軍の機関の一つ。主に軍司令部等の高級司令部に属し、兵器・弾薬以外の物資の補給を担当した。主計将校が指揮を執り、下士官や軍属の主計部員がいた。
本来の任務は物資の補給であるが、第二次世界大戦の末期には主計将校も武器を手に戦ったという。もっとも、これらの各部の将校は戦闘訓練など殆ど受けていないのが通常である為、大きな損害に繋がった事も在ると言う。